# Werner Langen
Werner Langen (ur. 27 listopada 1949 w Müden nad Mozelą) – niemiecki polityk, poseł do Parlamentu Europejskiego IV, V, VI, VII i VIII kadencji.

## Życiorys
Ukończył w 1975 studia z zakresu ekonomii. Dwa lata później uzyskał stopień naukowy doktora nauk politycznych. Pracował m.in. w Instytucie Badań nad Małą i Średnią Przedsiębiorczością w Bonn. Był też rzecznikiem prasowym regionalnego ministerstwa gospodarki.
W latach 70. wstąpił do Unii Chrześcijańsko-Demokratycznej. Przewodniczył CDU w powiecie Cochem-Zell (1981–1992) i następnie przez rok w Nadrenii-Palatynacie. Od 1979 do 1994 był radnym Müden nad Mozelą, zasiadał też w sejmiku powiatowym, a od 1983 również w landtagu. Od 1990 do 1991 sprawował urząd ministra rolnictwa Nadrenii-Palatynatu, przewodniczył też w tym czasie komisji rolnictwa Bundesratu.
W 1994 z listy CDU uzyskał mandat deputowanego do Parlamentu Europejskiego. Skutecznie ubiegał się o reelekcję w kolejnych wyborach w 1999, 2004, 2009 i 2014.